# Turkey International 2007
Die Turkey International 2007 fanden vom 30. August bis zum 2. September 2007 in Istanbul statt. Es war die erste Auflage des Turniers.

## Sieger und Platzierte
| Disziplin    | Gold                                | Silber                          | Bronze                             |
| ------------ | ----------------------------------- | ------------------------------- | ---------------------------------- |
| Herreneinzel | Hans-Kristian Vittinghus            | Petr Koukal                     | Christian Lind Thomsen             |
| Herreneinzel | Hans-Kristian Vittinghus            | Petr Koukal                     | Peter Mikkelsen                    |
| Dameneinzel  | Juliane Schenk                      | Petya Nedelcheva                | Kati Tolmoff                       |
| Dameneinzel  | Juliane Schenk                      | Petya Nedelcheva                | Ella Karachkova                    |
| Herrendoppel | Kristof Hopp Ingo Kindervater       | Johannes Schöttler Tim Dettmann | Mikkel Delbo Larsen Jacob Chemnitz |
| Herrendoppel | Kristof Hopp Ingo Kindervater       | Johannes Schöttler Tim Dettmann | Wouter Claes Frédéric Mawet        |
| Damendoppel  | Nicole Grether Juliane Schenk       | Petya Nedelcheva Diana Dimova   | Marie Røpke Helle Nielsen          |
| Damendoppel  | Nicole Grether Juliane Schenk       | Petya Nedelcheva Diana Dimova   | Samantha Ward Sarah Walker         |
| Mixed        | Ingo Kindervater Kathrin Piotrowski | Kristof Hopp Birgit Overzier    | Tim Dettmann Annekatrin Lillie     |
| Mixed        | Ingo Kindervater Kathrin Piotrowski | Kristof Hopp Birgit Overzier    | Rasmus Bonde Christinna Pedersen   |